# Alika Kinan
Alika Kinan Sánchez (Córdoba, 24 de junio de 1976) es una activista por los derechos de las mujeres, sobreviviente de la trata de personas con fines de explotación sexual y una defensora del abolicionismo de la prostitución.Ha recibido varios reconocimientos por su activismo contra la trata de personas.

## Biografía

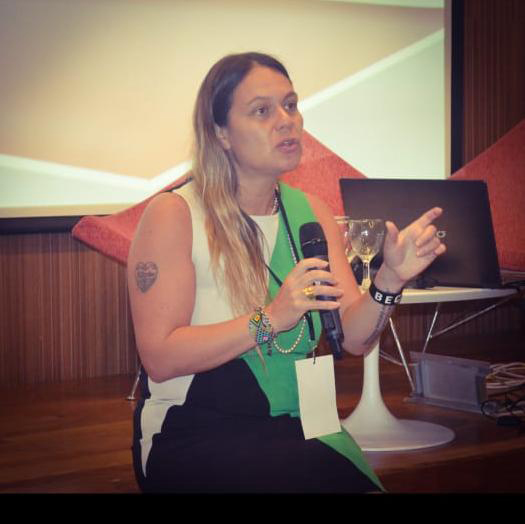
Alika Kinan

Víctima del delito de trata de personas, en el año 2012 fue rescatada de la wiskería El Sheik, en la ciudad de Ushuaia. Desde entonces, desarrolló una causa penal contra sus captores y contra el Estado, el cual protegió la actividad de los tratantes y luego se negó a darle la ayuda correspondiente a las personas en su situación de acuerdo a la ley. En 2016, el Tribunal Oral en lo Criminal Federal de Tierra del Fuego condenó a su secuestrador a siete años de prisión por el delito de trata agravado por la pluralidad de víctimas y reconoció la responsabilidad civil de la Municipalidad de Ushuaia.
El 16 de marzo de 2016 fue nombrada Mujer Destacada del año 2015 por el Senado de la Nación Argentina.
En 2017 recibió el Premio Héroe contra la Trata de Personas para la Argentina,  Héroes contra la esclavitud moderna, otorgado por el Departamento de los Estados Unidos durante el Encuentro Internacional contra la Trata de Personas, en el Capitolio de Washington.
Dirige el Programa de Estudios, Investigación y Formación sobre Trata y Explotación de Personas (PEFITE) de la Secretaría Académica de la Universidad Nacional de San Martín (UNSAM).